# 個別指導塾スタンダード
個別指導塾スタンダード（こべつしどうじゅくスタンダード）は、神奈川県横浜市に本社を置く株式会社SCネットワークが運営している学習塾である。学習塾に関しては青森・北陸・愛知・関西・中国・四国・九州地方の23府県に展開し運営している。対象学年は小1から高3まで。
本稿では、2025年2月までの運営会社であった株式会社個別指導塾スタンダードに関しても記述する。

## 概要

### 株式会社個別指導塾スタンダード
福岡県福岡市に本拠を置き、人材紹介等のグループ会社を抱えるSCホールディングスの中核事業会社である。
2001年1月に吉田知明により創業。翌2002年1月に有限会社スタンダードカンパニーとして法人へ改組され、2013年6月に株式会社個別指導塾スタンダードに商号を変更した>。一時は約500教室を抱え、株式上場も視野に入れていた時期もあった。
しかし、2017年にパワーハラスメントがマスコミに取り上げられ、内部管理体制の不備が発覚。さらに、新型コロナウイルスの影響により不採算校が続出したため資金繰りが悪化したため、不採算校の閉鎖などを実施したものの、借入金の返済や金利負担がネックとなったため、個別指導塾スタンダードは2024年6月28日にSCホールディングスと共に福岡地方裁判所に民事再生法適用を申請した。負債総額は個別指導塾スタンダードが60億3830万円、SCホールディングスが43億4193万円となっている。

### 株式会社SCネットワーク
2社の民事再生スポンサーには、創英ゼミナールなどを手掛けている創英コーポレーションが選定され、個別指導塾スタンダード、SCホールディングス、創英コーポレーションの3社は、個別指導塾スタンダードとSCホールディングスが手掛けている事業を、2024年11月に創英コーポレーションが設立した受け皿会社である株式会社SCネットワークに譲渡する契約を締結した。
個別指導塾スタンダードとSCホールディングスが手掛けていた事業は、2025年3月1日付でSCネットワークに譲渡され、同日以降における個別指導塾スタンダードの運営はSCネットワークによる運営となった。SCネットワークの本社は創英コーポレーションと同じ横浜ランドマークタワーに置かれる。株式会社個別指導塾スタンダードと株式会社SCホールディングスは、事業譲渡後も民事再生手続を継続する。

## 関係者による不祥事
ニュースサイトのMyNewsJapanは、個別指導塾スタンダードの持株会社であるSCホールディングスの専務取締役が、2016年11月の内定者面談において、九州大学卒内定者に対して暴言を繰り返し、内定辞退に追い込んだと報じた。同サイトの記者が取材を申し込んだ際、会社側から「和解が成立したため応じられない」と断られたとしている。
同サイトは、同社の採用を巡り2015年にも鹿児島大学法文学部の女子学生2人が「甚だしいセクハラ」で内定辞退したとして大学側から公式に同大就活生に警告が出されるなどトラブルが続出していたとも報じている。